# Washim
Washim è una città dell'India di 62.863 abitanti, capoluogo del distretto di Washim, nello stato federato del Maharashtra. In base al numero di abitanti la città rientra nella classe II (da 50.000 a 99.999 persone).

## Geografia fisica
La città è situata a 20° 6' 0 N e 77° 9' 0 E e ha un'altitudine di 545 m s.l.m..

## Società

### Evoluzione demografica
Al censimento del 2001 la popolazione di Washim assommava a 62.863 persone, delle quali 32.596 maschi e 30.267 femmine. I bambini di età inferiore o uguale ai sei anni assommavano a 9.162, dei quali 4.728 maschi e 4.434 femmine. Infine, coloro che erano in grado di saper almeno leggere e scrivere erano 43.782, dei quali 24.870 maschi e 18.912 femmine.